# Ratolí llistat de Meigu
El ratolí llistat de Meigu (Sicista meiguites) és una espècie de rosegador de la família dels esmíntids. És endèmic de la província xinesa de Sichuan, on viu a altituds d'entre 2.000 i 3.000 msnm. Els seus hàbitats naturals són els boscos de coníferes montans i subalpins, els boscos mixtos de coníferes i frondoses, els matollars riparis, els prats i els herbassars alpins. Té una llargada de cap a gropa de 53-70 mm i la cua de 86-145 mm. El nom específic meiguites significa ‘de Meigu’, en referència a la seva localitat tipus. Com que fou descoberta fa poc, l'estat de conservació d'aquesta espècie encara no ha estat avaluat.